# Рей, Жан
Жан Рей (15 июля 1902 — 19 мая 1983) — бельгийский адвокат и либеральный политик. Он стал вторым председателем Европейской комиссии.

## Ранние годы
Жан Рей родился в Льеже в протестантской семье. Он изучал право в Льежском университете, где в 1926 году получил степень PhD. Карьеру он начал как барристер в апелляционном суде в Льеже. Его приверженность валлонскому движению привела его в политику. Он присоединился к «Либеральной партии» и был избран в городской совет в 1935. В 1939 году Рей прошёл в Палату представителей.
В начале Второй Мировой войны Рэй был оппонентом политики нейтралитета и короля Леопольда. Мобилизованный как офицер запаса в 1940 году, он был захвачен и провёл остаток войны в концентрационном лагере. Являясь членом Великого востока Бельгии, Жан Рей сумел основать в фашистских застенках масонскую ложу «Obstinée», и провести несколько масонских собраний.

## После Второй мировой войны
После войны Рей стал сторонником федерализации Бельгии. В 1947 он выдвинул законопроект об организации федеративного государства, но парламент отклонил его предложения.
Рей был министром по восстановлению в 1949—1950 годах, министром экономики с 1954 по 1958. Поэтому он участвовал в развитии Европейского объединения угля и стали и в переговорах по созданию Европейского экономического сообщества.
Рей стал комиссаром по иностранным делам в комиссии Хальштейна. Он играл важную роль в переговорах по Генеральному соглашению по тарифам и торговле, называемых ещё «раундом Кеннеди».
В 1967 году Жан Рей стал преемником Вальтера Хальштейна на посту председателя Европейской комиссии. Рей стал первым председателем после вступления в силу «Договора о слиянии», то есть возглавлял комиссии трёх организаций: Европейского экономического сообщества, Европейского объединения угля и стали и Евроатома. Жан Рей добился увеличения полномочий Европейского парламента и выступал за избрание депутатов на всеобщих выборах. В 1970 году Рей смог заручиться поддержкой европейских лидеров в вопросе о собственных ресурсах сообщества. Это означало, что сообщество перестало зависеть от взносов государств-членов и получило новые источники финансирования: все таможенные пошлины на товары, ввозимые из стран, не входящих в ЕЭС, сборы на импорт сельскохозяйственной продукции и средства, поступающие от налога на добавленную стоимость.
Во время председательства Рея в 1968 году был окончательно образован таможенный союз государств ЕЭС. Все остававшиеся на тот момент таможенные пошлины были отменены, и введён общий таможенный тариф для торговли с государствами вне ЕЭС. Жан Рей сыграл важную роль в Гаагском саммите Европейского совета в декабре 1969 года. На нём европейские лидеры решили двигаться в сторону экономического и монетарного союза и подтвердили соглашение о возможности расширения сообщества, что дало «зелёный свет» на присоединение Великобритании и других государств.
В 1970 году Рей ушёл в отставку с поста председателя комиссии. С 1974 по 1978 он возглавлял Европейское движение. В 1979 году он стал членом первого Европейского парламента, избранного жителями стран ЕЭС на прямых выборах.
Жан Рей умер в городе Льеже в 1983 году. В европейском квартале Брюсселя сейчас есть площадь, названная в его честь (Площадь Жана Рея).